# Halloween II (2009)
Halloween II is een Amerikaanse horrorfilm uit 2009 onder regie van Rob Zombie. De productie is geen herverfilming van de gelijknamige titel uit 1981, maar volgt een originele premisse. De film is een direct vervolg op Zombies Halloween uit 2007 (wat op haar beurt een nieuwe versie is van de gelijknamige film uit 1978).

## Verhaal
Evenals in de originele delen gaat de nieuwe versie van Halloween II verder op dezelfde avond dat de nieuwe versie van het eerste deel ophield. Hoewel Michael Myers (Tyler Mane) werd gestopt, is hij spoorloos verdwenen. Laurie Strode (Scout Taylor-Compton) wordt na de aanval op haar vriendinnen en haarzelf naar het ziekenhuis gebracht om geholpen te worden aan haar verwondingen. Myers is niettemin vastberaden om zijn kleine zusje te vinden en komt opnieuw achter haar aan.
Als Myers teruggekeerd is in Haddonfield, richt hij al snel een bloedbad aan. Sheriff Brackett vraagt na de moorden op vele mensen in de buurt van zijn huis om een agent op de loer te zetten en zijn dochter te beveiligen. Al snel snijdt Myers de keel van de agent door en vermoordt de dochter van sheriff Brackett. Brackett komt een uur later in het huis waar hij zijn eigen dochter dood ziet liggen in de badkamer. Wanneer Brackett hoort dat er een auto kort in de buurt ontploft is en een meisje in de handen van Myers was, heeft hij snel door dat zijn geadopteerde dochter Laurie Strode ontvoerd is. Laurie Strode was diezelfde avond op de vlucht voor Myers die achter haar aan ging en de auto waar ze in zat ondersteboven duwde.
Eenmaal als de politie gearriveerd is in een klein verlaten huis waar Laurie Strode is, richt sheriff Brackett zijn woede op Loomis die het boek over Myers publiceerde. Als straf moet Loomis naar het verlaten huis om Laurie Strode te redden, maar Laurie Strode wordt in een visioen vastgehouden door de jongere Myers en zijn moeder. De moeder van Myers zegt dat hij alles mag doen met Loomis, Loomis wordt vermoord. Daarna wordt Myers een hele poos onder vuur gehouden waardoor Laurie Strode als volgt uit het verlaten huisje komt. Als Laurie Strode het mes uit Myers hand pakt en het in Loomis lichaam wil steken wordt ze neergeschoten door agenten, door een misverstand. Het is nog een speculatie of Laurie Strode het overleefd heeft. Later zit Laurie in afzondering in een psychiatrische afdeling, grijnzend als Deborah's geest haar nadert met het paard.

### Alternatief einde
Als Myers zijn jongere zusje Laurie Strode terroriseert in het verlaten huisje, probeert Loomis Laurie Strode te bevrijden, maar hij wordt een paar keer hardhandig  met het mes in het gezicht gestoken en gooit Loomis tegen de grond. Wanneer Myers gaat zitten, pakt Laurie Strode het mes uit Myers' handen en steekt zij haar broer neer. Laurie pakt het masker van Myers af, waardoor ze naar buiten loopt en het masker afdoet.

## Rolverdeling
- Scout Taylor-Compton - Laurie Strode
- Tyler Mane - Michael Myers (volwassen)
  - Chase Wright Vanek - Michael Myers (jonge versie) (als Chase Vanek)
- Brad Dourif - Sheriff Lee Brackett
- Sheri Moon Zombie - Deborah Myers
- Caroline Williams - Dr. Maple
- Malcolm McDowell - Dr. Samuel Loomis
- Danielle Harris - Annie Brackett
- Margot Kidder - Barbara Collier
- Brea Grant - Mya Rockwell
- Silas Weir Mitchell - Chett Johns
- Richard Brake - Gary Scott
- Bill Fagerbakke - Hulpsheriff Webb
- Jeff Daniel Phillips - Howard Boggs en Seymour Coffins
- Matt Lintz - Mark
- Weird Al Yankovic - zichzelf (als Al Yankovic)

## Ontvangst
Halloween II werd uitgebracht op 28 augustus 2009 en werd door het publiek relatief slecht ontvangen. Op Rotten Tomatoes heeft de film een score van 22% op basis van 81 beoordelingen. Metacritic komt op een score van 35/100, gebaseerd op 17 beoordelingen.